# Bauernschnapsen
Das Kartenspiel Bauernschnapsen (auch Viererschnapsen oder Kreuzschnapsen) ist eine erweiterte Form des Schnapsens, bei dem vier Spieler teilnehmen. Diese Form des herkömmlichen Schnapsens ist vor allem in Österreich weit verbreitet.

## Allgemeine Regeln
Bauernschnapsen wird mit einem Paket Schnapskarten zu 20 Blatt gespielt. Jeweils zwei Spieler bilden ein Team, die Mitglieder eines Teams sitzen gegenüber. Die Teamzugehörigkeit kann gelost werden. Keiner der Spieler darf in Erfahrung bringen, welche Karten die anderen Mitspieler auf der Hand haben, und sie auch nicht wissen lassen, welche Karten er besitzt.
Ziel ist es, 24 Punkte zu erreichen und das Spiel endet, sobald ein Team 24 Punkte erreicht hat. Bei einer regionalen Variante wird von 24 auf null Punkten heruntergezählt und das Team, das als erstes null Punkte erreicht hat, gewinnt.
Das Verliererteam erhält ein „Bummerl“. Hat das Verliererteam null Punkte, erhält es einen „Schneider“, der zwei Bummerl zählt. Führt ein Team mit 23:0 und verliert, erhält es einen „Retourschneider“ (oder „Schuster“, „Rücker“), der vier Bummerl zählt.
Grundsätzlich muss der erste Stich eines jeden Teams über die gesamte Spieldauer für alle Spieler sichtbar sein, unabhängig davon, welches Spiel gespielt wird.

### Spielkarten
| Farben des französischen Blattes |                   |            |          |
| Kreuz (Treff)                    | Pik               | Herz       | Karo     |
|                                  |                   |            |          |
| Farben des deutschen Blattes     |                   |            |          |
| Eichel                           | Pik (Blatt, Grün) | Rot (Herz) | Schellen |
|                                  |                   |            |          |

Es werden dieselben Karten verwendet wie bei anderen Varianten des Schnapsens. Es gibt vier Farben: Bei französischen Spielkarten lauten sie Kreuz (oft auch Treff genannt), Pik, Herz und Karo. Bei der doppeldeutschen Variante spricht man von Eichel, Grün (oft auch Laub, Blatt, Gras oder Schippe genannt), Rot (oft auch Herz genannt) und Schellen.
| franz. Blatt | dt. Blatt | Augen |
| Karte        | Karte     | Augen |
| Ass          | Daus      | 11    |
| Zehner       | Zehner    | 10    |
| König        | König     | 4     |
| Dame         | Ober      | 3     |
| Bube         | Unter     | 2     |

In jeder Farbe gibt es fünf Karten, die einen eigenen Zählwert (Augen) besitzen: das Ass (regional Daus), den Zehner, den König, die Dame (oder den Ober, regional Manderl) und den Buben (oder den Unter, regional Bauer).

### Beginn und Ende
Der „Geber“ mischt den Kartenstapel, der Spieler rechts vom Geber hebt mindestens ein Mal vom gemischten Kartenstapel ab oder klopft auf den Stapel.
Daraufhin erhält jeder Spieler im Uhrzeigersinn drei Karten, beginnend vom Spieler links neben dem Geber, dem „Rufer“. Der Rufer muss aus seinen ersten drei Karten die Trumpffarbe (regional Atoutfarbe) bestimmen, bevor er die restlichen zwei Karten aufnimmt. Daraufhin erhält jeder in der gleichen Reihenfolge noch zwei Karten. Kann oder will sich der Rufer nicht entscheiden, welche Farbe Trumpf sein soll, kann er eine der beiden verbliebenen Karten für alle sichtbar aufdecken; die Farbe dieser Karte ist die Trumpffarbe.
Hat der Spieler rechts neben dem Geber auf den Kartenstapel auf den Kartenstapel geklopft, erhält jeder Spieler in derselben Reihenfolge wie beim Abheben sofort alle fünf Karten. Der Rufer erhält zuerst drei, um die Trumpffarbe bestimmen zu können und danach sofort seine zwei weiteren.
Die Trumpffarbe sticht in den meisten Spielen alle anderen Farben. Wenn die ersten drei Karten, die der Rufer bekommt, drei Unter (regional Buben oder Bauern) sind, darf er verlangen, dass neu gemischt und gegeben wird.
Nachdem der Rufer den Trumpf gerufen hat, darf derjenige, der das höchste Spiel angesagt hat, selbiges spielen. Bei einer regionalen Variante muss sich zuerst der Rufer entscheiden, ob er ein Spiel ansagt oder einfach „weiter“ geht und danach hat erst der nächste Spieler im Uhrzeigersinn das Recht, ein Spiel anzusagen oder weiter zu gehen.
Bei einigen Spielen, die angesagt werden können, ist die soeben gerufene Trumpffarbe hinfällig und alle Farben sind einander gleichwertig. Innerhalb einer Farbe sticht die eine höhere Karte die niedrigere, nur mit der Trumpffarbe können Karten anderer Farben gestochen werden. Wenn der Spieler z. B. Pik Unter ausgespielt hat, kann ein König oder ein Ass einer anderen Farbe nicht stechen, sondern nur „zugegeben“ werden – ausgenommen die Trumpffarbe, falls Trumpf gilt.
Am Ende jeden Spiels wird der Rufer zum Geber; er mischt, lässt den rechts von ihm Sitzenden abheben oder klopfen und gibt die Karten wie oben beschrieben.
Welche Sonderspiele zulässig sind, ist teilweise regional unterschiedlich. Üblich sind vor allem der Schnapser, der Gang (das „Gangl“) und der Bauernschnapser („Bauer“). Besonders die „Bettler“-Sonderspiele sind unter konservativen Spielern sehr umstritten, da vor allem durch sie „normale“ Spiele zur Ausnahme statt zur Regel werden.

### Punkteübersicht und Kurzbeschreibungen
| Spiel                                                                           | Kurzbeschreibung                                                               | Atout gilt           | Anzahl Stiche        | Punkte                           |
| ------------------------------------------------------------------------------- | ------------------------------------------------------------------------------ | -------------------- | -------------------- | -------------------------------- |
| Normales Spiel                                                                  |                                                                                | Ja.                  |                      | 1 (gegnerisches Team >=33 Augen) |
| Normales Spiel                                                                  | 2 (gegnerisches Team <33 Augen)                                                | Ja.                  |                      |                                  |
| Normales Spiel                                                                  | 3 (gegnerisches Team keinen Stich)                                             | Ja.                  |                      |                                  |
| Bettler (regional Fechter)                                                      | Keinen Stich machen, es gibt kein Atout, Rufer spielt aus, Partner pausiert.   | Nein.                | Keinen.              | 4                                |
| Schnapser (regional Drei-Stich)                                                 | Rufer macht in drei Stichen 66 Augen (ohne dass sein Partner Stiche macht).    | Ja.                  | Drei.                | 6                                |
| Gang (regional Gangl, Land, Loch oder Ring)                                     | Alle fünf Stiche, es gibt kein Atout.                                          | Nein.                | Fünf.                | 9                                |
| Bauernschnapser                                                                 | Alle fünf Stiche; mit Atout.                                                   | Ja.                  | Fünf.                | 12                               |
| Kontraschnapser (regional Kontra-Drei-Stich)                                    | Gegenpartei des Rufers erreicht mit drei Stichen 66 Augen, Vorhand spielt aus. | Ja.                  | Drei.                | 12                               |
| Farbenringerl (regional Farbringerl, Farbenjodler oder Herrenringerl)           | Fünf Karten einer Farbe, die nicht Atout ist.                                  | Nein.                | Fünf.                | 18                               |
| Kontrabauernschnapser                                                           | Gegner der Vorhand macht alle fünf Stiche, Atout gilt, Vorhand spielt aus.     | Ja.                  | Fünf.                | 24                               |
| Trumpfringerl (regional Herrenschnapser, Herrenjodler oder Trumpffarbenringerl) | Vorhand hat alle fünf Atout Karten.                                            | Ja.                  | Fünf.                | 24                               |
|                                                                                 |                                                                                |                      |                      |                                  |
| Assenbettler (regional Zehnerloch, Bettlerloch oder Futbettler)                 | Wie Bettler, es gibt kein Atout, Ass niedrigste Karte.                         | Nein.                | Keinen.              | 5                                |
| Ass-Bettler (regional Ass-Fechter)                                              | Wie Bettler, aber Rufer kündigt an, ein Ass zu haben.                          | Nein.                | Keinen.              | 5                                |
| Plauderer                                                                       | Wie Bettler, aber Gegner mit offenen Karten.                                   | Nein.                | Keinen.              | 7                                |
| Zehnergang (regional Zehnerloch, Zehnerhittn oder Zehnerland)                   | Wie Gang, aber Ass ist niedrigste Karte; kein Atout.                           | Nein.                | Fünf.                | 10                               |
| Bauernloch                                                                      | Mischvariante aus dem Bauernschnapser und dem Zehnergang                       | Ja.                  | Fünf.                | 12                               |
| Kontra-Herrenbauer                                                              |                                                                                |                      |                      | 48                               |
|                                                                                 |                                                                                |                      |                      |                                  |
| Spritzen (regional Flecken oder Schießen)                                       |                                                                                |                      |                      | gespritzt: Punkte × 2            |
| Spritzen (regional Flecken oder Schießen)                                       | zurückgespritzt: Punkte × 4                                                    |                      |                      |                                  |
| Spritzen (regional Flecken oder Schießen)                                       | nochmal zurückgespritzt: Punkte × 8                                            |                      |                      |                                  |
| Herzrunde                                                                       | Herz als Trumpffarbe                                                           | Herz als Trumpffarbe | Herz als Trumpffarbe | Punkte × 2                       |

## Einzelne Spiele

### Normales Spiel
Falls kein Spiel angesagt wurde, wird ein normales Spiel (auch Rufer genannt) gespielt, wobei der Rufer die erste Karte spielt. Ziel ist es, zusammen mit dem Partner 66 Punkte zu erreichen oder den letzten Stich zu gewinnen. Hat das Verliererteam keinen Stich, erhält das Gewinnerteam drei Punkte. Hat das Verliererteam weniger als 33 Punkte erreicht, erhält das Gewinnerteam zwei Punkte. Hat das Verliererteam 33 oder mehr Punkte erreicht, erhält das Gewinnerteam einen Punkt.
Beim Bauernschnapsen herrscht Farb- und Stichzwang wie beim Zweierschnapsen nach dem Aufbrauchen des Talons oder nach dem Zudrehen. Bezogen auf die erste ausgespielte Karte gilt folgende Regel:
1. Hat ein Spieler eine höhere Karte gleicher Farbe, muss er stechen. Ist dies nicht möglich,
2. muss er eine niedrigere Karte gleicher Farbe zugeben. Ist dies nicht möglich,
3. muss er mit Trumpf stechen. Ist dies nicht möglich, da bereits ein höherer Trumpf im Stich liegt,
4. muss er einen niedrigeren Trumpf zugeben (sofern er nicht die ursprünglich ausgespielte Farbe hat).[3] Ist dies auch nicht möglich,
5. kann er eine beliebige Karte abwerfen.

Der Spieler, der den einen Stich gemacht hat, muss die nächste Karte ausspielen, wenn sein Team durch den Stich das Spiel nicht gewonnen hat.
Hat ein Spieler, der am Zug ist, einen König und einen Ober/eine Dame (regional Mandl) einer Farbe, darf er einen „Zwanziger“ ansagen, der ebenso viele Punkte bringt. Bei König und Ober/Dame der Trumpffarbe darf er einen „Vierziger“ ansagen, der 40 Punkte bringt. Eine der beiden Karten muss ausgespielt werden, meist wählt der Spieler die Dame. Die müssen stechen, wenn sie können. Hat das Team im gesamten Spiel keinen Stich, zählen Zwanziger und Vierziger nicht. Hat das Team mindestens einen Stich, zählen Zwanziger und Vierziger, selbst wenn der Zwanziger oder Vierziger vom anderen Team gestochen wurden.

### Bettler (oder Fechter)
Ziel des Bettlers (regional Fechter) ist es, keinen Stich zu machen, wobei alle Farben gleichwertig sind. Wie bei allen Spielen herrscht Farb- und Stichzwang, daher muss jeder, der stechen kann, es tun.
Bei einer regionalen Variante darf der Partner des Spielers, der den Bettler angesagt hat, nicht mitspielen und muss pausieren.
Das Siegerteam erhält vier Punkte.

### Schnapser (oder Drei-Stich)
Dieses Spiel kann nur der Rufer ansagen und er muss die erste Karte ausspielen. Sticht jemand eine seiner ausgespielten Karten, verliert das Team. Wenn der eigene Mitspieler eine Karte des Rufers sticht, geht das Spiel ebenfalls verloren.
Es gibt folgende Möglichkeiten, das Spiel zu gewinnen:
1. Der Rufer muss mit den ersten drei Stichen 66 Punkte erreichen.
2. Der Rufer muss genau einen Stich machen und daraufhin einen Vierziger ansagen, wobei er 66 Punkte erreicht.
3. Der Rufer muss genau zwei Stiche machen und daraufhin einen Zwanziger ansagen, wobei er 66 Punkte erreicht.

Der Rufer muss sich nicht vor Beginn des Schnapsers für eine dieser Möglichkeiten entscheiden, sondern sagt: „Ich spiele einen Schnapser“.
Selten existiert eine regionale Variante, bei der der Partner stechen darf („Schnapser mit Mann“).
Das Siegerteam erhält sechs Punkte.

### Gangl (oder Ring, Land)
Einen Gang (regional Gangl, Durchmarsch, Land, Ringerl, Ring oder Neuner) kann jeder Spieler ansagen. Alle Farben sind gleichwertig, Ziel ist es, alle Stiche zu machen. Ein Gang sollte wenn möglich immer gefärbt werden. Derjenige, der das Spiel ansagt, spielt die erste Karte. Ein Stich des Partners führt zu Spielverlust.
Das Siegerteam erhält neun Punkte.

### Bauernschnapser
Wie beim Gang ist das Ziel, alle Stiche zu machen. Im Gegensatz zum Gang zählt die vom Rufer angesagte Trumpffarbe, daher ist es für einen anderen Spieler als den Rufer schwierig, diese Ansage zu tätigen.
Das Siegerteam erhält zwölf Punkte.

### Kontraschnapser (oder Kontra-Drei-Stich)
Der Kontraschnapser kann von einem Gegenspieler des Rufers gespielt werden. Die vom Rufer gerufene Trumpffarbe zählt, der Rufer spielt aus und der Ansager muss das Spiel gewinnen.
Es gibt folgende Möglichkeiten, das Spiel zu gewinnen:
1. Der Ansager muss mit den ersten drei Stichen 66 Punkte erreichen.
2. Der Ansager muss genau einen Stich machen und daraufhin einen Vierziger ansagen, wobei er 66 Punkte erreicht.
3. Der Ansager muss genau zwei Stiche machen und daraufhin einen Zwanziger ansagen, wobei er 66 Punkte erreicht.

Das Siegerteam erhält zwölf Punkte.
In einer regionalen Variante kann der Spielpartner des Rufers einen „Schnapser zusammen“ ansagen, der sechs Punkte bringt.

### Farbringerl (oder Farbenjodler, Herrenringerl)
Dieses Spiel wird auch Herrengangl oder Farbensolo genannt. Wenn man alle fünf Karten einer Farbe besitzt, kann man ein Farbringerl ansagen. Atout gilt nicht. Hier bekommt man gleich 18 Punkte.
Da dieses Spiel durch Ansage bereits gewonnen (bzw. verloren) ist, eben weil es unmöglich ist, dass bei 5 Karten gleicher Farbe die Gegenseite stechen könnte, ist es hierbei üblich, dass das Spiel durch Ablegen der Karten als gewonnen erklärt wird. Da dieses Sonderspiel, wie erläutert, nicht gespielt werden kann, verzichten viele Spielgemeinschaften beim Bauernschnapsen (4 Personen) überhaupt auf Aufnahme dieses Sonderspiels in ihren „Spielekatalog“.

### Kontrabauernschnapser
Der Kontrabauernschnapser ist dem Bauernschnapser ähnlich: Ziel ist es, alle Stiche zu machen, wobei die vom Rufer gerufene Trumpffarbe zählt. Der Rufer spielt die erste Karte aus und der Ansager muss alle Stiche machen.
Das Siegerteam erhält 24 Punkte, daher wird das Spiel durch einen Kontrabauernschnapser beendet.

### Herrenschnapser (oder Herrenjodler, Trumpffarbenringerl)
Wenn der Rufer alle Karten der Atout-Farbe hält, kann er einen Herrenschnapser ansagen. Dieses Spiel zählt 24 Punkte. Analog zum Farbenring kann dieses Sonderspiel nicht gespielt werden. Darum verzichten viele Spielgemeinschaften beim Bauernschnapsen (4 Personen) überhaupt auf Aufnahme dieses Sonderspiels in ihren „Spielekatalog“.

### Flecken (oder Spritzen, Schießen)
Wenn das gegnerische Team glaubt, dass der Ansager das Spiel verliert, können sie spritzen (regional auch flecken, schießen oder kontern). Das Spiel ist dann die doppelte Punktzahl wert. Mit der Ansage „Retour“ oder „Kontra“ oder „Zruckgspritzt“ kann der Spieler (oder sein Partner) wiederum verdoppeln, wenn er trotzdem sicher ist, das Spiel zu gewinnen. Auch darauf kann wieder geantwortet werden (meist mit der Ansage „Re“ oder „nuamoi zruckgspritzt“), dann würde der Sieg bereits das achtfache der eigentlichen Punkteanzahl bringen – allerdings passiert derlei nicht mehr sehr häufig. „Gefleckt“ kann jedes Spiel werden, sowohl Normalspiele als auch Sonderspiele.
Wenn das führende Team mit dem angesagten Spiel auf Null schreiben würde, spritzt das gegnerische Team oft „auf Stand“, unabhängig von der Qualität des eigenen Blattes. Da die Doppelung im Verlustfalle für das spritzende Team keinen Unterschied macht, kann es im glücklichen Fall des Sieges näher an den Gegner herankommen.

### Regionale Sonderspiele

#### Assenbettler (Zehnerloch)
Wie beim Bettler ist das Ziel des Assenbettlers (regional Zehnerloch), keinen Stich zu machen, wobei alle Farben gleichwertig sind. Wie bei allen Spielen herrscht Farb- und Stichzwang, daher muss jeder, der stechen kann, es tun.
Das Ass wird zur niedrigsten Karte, sodass die Reihenfolge lautet: Zehner, König, Ober, Unter, Ass.
Das Siegerteam erhält fünf Punkte.

#### Ass-Bettler (oder Ass-Fechter)
Wie beim Bettler und beim Assenbettler ist das Ziel des Ass-Bettlers (regional Ass-Fechter), keinen Stich zu machen, wobei alle Farben gleichwertig sind. Wie bei allen Spielen herrscht Farb- und Stichzwang, daher muss jeder, der stechen kann, es tun.
Der Spieler, der den Ass-Bettler ansagt, muss mindestens ein Ass im Blatt haben, wodurch für ihn schwieriger wird, keinen Stich zu machen.
Das Team, das den Ass-Bettler gewinnt, erhält fünf Punkte.

### Blinder Bettler
In dieser seltenen, dem Grazer Umland entstammenden Variante ist es dem Rufer möglich, einen sonst „verpönten“ Bettler zu spielen: und zwar ausschließlich dann, wenn er nach den ersten 3 Karten lediglich Unter erhalten hat und er sich gegen ein neues Geben entscheidet. Ohne die restlichen 2 Karten aufzunehmen (eben blind) kann er den Spielzug ansagen, welcher im Falle des Erfolges zu 5 Punkten führt.

#### Plauderer
Es gibt kein Sonderspiel beim Bauernschnapsen, das von Spielrunde zu Spielrunde/von Region zu Region so unterschiedlich gespielt wird wie der Plauderer.
(a) Wie der Bettler/Fechter, wobei die gegnerischen Spieler vor dem ersten Ausspielen zusammenspielen dürfen (jeweils in die Karten schauen dürfen). Gelingt es dem Spieler, keinen einzigen Stich zu machen, erhält das zugehörige Team 7 Punkte.
(b) Wie der Bettler/Fechter, wobei die gegnerischen Spieler nach dem ersten Stich die Karten offen vor sich auflegen und das Spiel, ohne dass die Spieler miteinander kommunizieren, fortgesetzt wird.
(c) Wie der Bettler/Fechter, wobei der ansagende Spieler nach dem ersten Stich die Karten offen vor sich auflegt, die gegnerischen Spieler ihre Karten jedoch verborgen halten und das Spiel, ohne dass die Spieler miteinander kommunizieren, fortgesetzt wird.

#### Zehnergang (oder Zehnerloch, Zehnerhittn, Zehnerland)
Wie beim Gang ist das Ziel, alle Stiche zu machen, wobei alle Farben gleichwertig sind. Das Ass ist die niedrigste Karte, sodass die Reihenfolge der Wertigkeit lautet: Zehner, König, Ober, Unter, Ass. Der Zehnergang wird nicht von allen Spielern gespielt und zählt damit zu den regionalen Besonderheiten des Bauernschnapsens. Daher soll vor Spielbeginn geklärt werden, ob das Ansagen eines Zehnergangs zulässig ist.
Es gibt regional folgende zwei Unterschiede:
1. Wird ein Gang (neun Punkte) und ein Zehnergang (zehn Punkte) angesagt, wird der Gang gespielt.
2. Wird ein Gang (neun Punkte) und ein Zehnergang (zehn Punkte) angesagt, wird der Zehnergang gespielt.

Das Siegerteam erhält zehn Punkte.

#### Bauernloch
Das Bauernloch stellt eine Mischvariante aus dem Bauernschnapser und dem Zehnergang (oder Zehnerloch, Zehnerhitten, Zehnerland) dar. Wie bei einem Zehnergang ist das Ziel alle Stiche zu bekommen, jedoch tritt nicht die Ausnahmeregelung in Kraft, die den Trumpf für ungültig erklärt. Wie bei einem Bauernschnapser behalten auch die Trumpfkarten ihre erhöhte Stellung. Die dadurch erhöhte Schwierigkeit schlägt sich in den Punkten nieder. Ein Bauernloch kann nur von der Person gespielt werden, die auch in dieser Runde an der Reihe war, die Trumpffarbe zu bestimmen. Er muss alle Stiche machen und kann dann 12 Punkte schreiben.

#### Herzrunde
Eine Herzrunde wird automatisch gespielt, sobald Herz als Trumpffarbe gewählt wurde. Wie beim Spritzen werden dabei die Punkte verdoppelt, und man kann weiterhin alle anderen Sonderspiele ansagen.

#### Kontra-Herrenbauer
Diese Spielvariante gibt es beim „Blind-Rufen“ Hiermit ist gemeint, dass der Trumpf schon vor dem Spiel von jedem Spieler ausgerufen wird. Der Trumpf bleibt bis zum Ende des Bummels bestehen. Bei diesem Spiel kann es passieren, dass der eigentliche Rufer gar keinen Trumpf besitzt. Wenn der Rufer 5 Herzen auf der Hand hält, jedoch Karo eigentlich gerufen wurde, so kann der Spieler einen Farbenring spielen. Der Gegenspieler kann jedoch alle 5 Trümpfe besitzen und somit eigentlich einen Herrenbauern spielen. Das Problem ist das dieser Spieler nicht für den ersten Zug (Ausspielen) berechtigt ist. Der Herrenbauer zählt im Normalfall 24 Punkte. Jetzt muss der Gegenspieler eine Kontra-Herrenbauern ansagen. Der Spieler der eigentlich den Trumpf angesagt hätte, muss in diesem Fall eine Karte ausspielen. Wenn ein Spieler einen Kontra-Herrenbauern ansagt, kann dieser nicht überboten werden, da er alle 5 Trümpfe besitzen muss. Rein theoretisch zählt der Kontra-Herrenbauer 48 Punkte. Es können jedoch nur 24 Punkte pro Bummel erreicht werden. Es werden bei diesem Spielzug die Karten des Spielers offen auf den Tisch gelegt und das Bummel ist vorüber.
Dokta (Doktor)
Diese Spielvariante gibt es vor allem in Österreich: Es handelt sich um einen vorab angesagten „Dreier“ im normalen Spiel. Der Rufer kündigt vor dem Ausspielen der ersten Karte an, dass sein Partner und er bei diesem normalen Spiel alle Stiche machen werden, also an sich Drei Punkte gemacht hätten. Weil es bereits am Anfang des Spiels angekündigt wurde, zählt der „Dokta“ 5 Punkte.

## Talonschnapsen (3 Spieler)
Talonschnapsen wird auch Dreierschnapsen genannt. Die Grundregeln sind dieselben wie beim Bauernschnapsen. Jedoch gibt es nur drei Spieler und daher spielen hier keine Teams gegeneinander, sondern jeder gegen jeden. Jeder Spieler hält 6 statt 5 Karten auf der Hand, die beiden überzähligen Karten bilden den Talon.
Der Geber gibt jedem 3 Karten, die Vorhand, d. h. der links vom Geber sitzende Spieler, ruft das Atout, dann werden 2 Karten verdeckt als Talon weggelegt, dann bekommt wieder jeder 3 Karten.
Das Ansagen eines Spieles erfolgt wie beim normalen Bauernschnapsen, beginnend beim Rufer des Atouts. Derjenige, der das höchste Spiel gerufen hat, darf nun den Talon aufnehmen und muss dann zwei Karten wieder ablegen. Wenn niemand ein Spiel ansagt, wird wie oben beschrieben ein normales Spiel gespielt, in dem Fall darf der Rufer den Talon ansehen und, wenn er will, die Karten im Talon gegen zwei seiner Karten austauschen. Die weggelegten Karten bleiben auf jeden Fall verdeckt am Tisch liegen.
Zu der Möglichkeit, das ursprünglich angesagte Spiel zu erhöhen, gibt es zwei Regeln, die regional unterschiedlich gehandhabt werden und die man deshalb u. U. vor Spielbeginn abklären sollte, nämlich erstens: Der Rufer (der als erstes ein Spiel angesagt hat) kann vor Aufnehmen des Talons noch einmal erhöhen, wenn einer seiner Mitspieler ein höheres Spiel gerufen hat als seines. Beispiel: Rufer (Spieler A) sagt einen Schnapser an, B sagt weiter, aber C ruft einen Gang, der ja höher ist. A hofft darauf, dass im Talon die „richtigen“ Karten liegen – und erhöht jetzt auf einen Bauernschnapser. Die andere Regel, die nicht allgemein gültig ist, bezieht sich auf das Erhöhen nach dem Aufnehmen des Talons: Einer der Spieler hat sich mit seinem Spiel „durchgesetzt“, sieht sich den Talon an und bekommt dadurch ein Blatt, das ihm ein höheres Spiel ermöglicht, also sagt er jetzt (natürlich vor dem Ausspielen der ersten Karte!) dieses Spiel an. Wenn ein normales Spiel gespielt wird, könnte der Rufer in diesem Fall noch ein Spiel ansagen.
Sollte es sein, dass der Talon nicht gebraucht wird, so kann man auch ohne Talonkarten spielen. Wenn zwei Spieler ein Spiel ausrufen hat dann derjenige den Vortritt, der ohne die Talonkarten spielen kann.
Wer dann seine Ansage spielt, muss jetzt gegen die beiden anderen sein Spiel gewinnen.
Punkte: Wenn der Spieler sein angesagtes Spiel schafft, bekommt er die Punkte allein gutgeschrieben, bei Nicht-Erfolg bekommt jeder der beiden anderen die Punkte gutgeschrieben. Das Spiel endet auch hier bei 24 Zählern. Es hat immer derjenige ein „Bummerl“ oder „Schneider“, der die wenigsten Punkte von den dreien hat, sollten zwei Spieler dieselbe Punktezahl haben, so haben beide ein „Bummerl“ oder „Schneider“.
Regionale Variante: Jeder Spieler, der nicht die 24 Punkte erreicht, hat ein „Bummerl“ – das kann sogar passieren, wenn man mit seinem Partner ein Spiel gewonnen hat.
Flecken ist auch beim Talonschnapsen möglich: Ein „flecken“, „spritzen“ oder „schießen“ ist nicht mehr zurücknehmbar, wurde es einmal ausgesprochen. Ein solches kann ausgesprochen werden, bis die erste Spielkarte ausgespielt wurde, egal ob der Talon angesehen wurde oder nicht!
Bei einem normalen Spiel muss der Rufer auf mindestens 66 Punkte kommen; dabei werden die im Talon liegenden Karten zu den von ihm erzielten Stichen nicht dazugezählt.
Die gerufenen Spiele unterscheiden sich bis auf den Schnapser und Farbenring nicht von denen des 4er- oder Bauernschnapsens. Der Schnapser beim Talonschnapsen besteht aus 4 Stichen, um auf die 12 Karten zu kommen, die auch beim Bauernschnapsen maximal erreicht werden können. Bei Kontra-Spielen bekommt den Talon der Figur-Rufende, der Atout-Rufende spielt aus und spielt mit dem dritten Mitspieler gegen die Figur. Beim Farbenring hat der Spieler alle 5 Karten einer bestimmten Farbe und muss alle 6 Stiche machen.